# Ceraia pseudotenella
Ceraia pseudotenella é uma espécie de orquídea de flores pequenas que duram muito pouco, mas que floresce diversas vezes ao ano, nativa do Vietnã.